# Helina major
Helina major är en tvåvingeart som först beskrevs av Charles Howard Curran 1934.  Helina major ingår i släktet Helina och familjen husflugor. Inga underarter finns listade i Catalogue of Life.